# Cotinga de collar rosa
La cotinga de collar rosa (Lipaugus streptophorus) és un ocell de la família dels cotíngids (Cotingidae).

## Hàbitat i distribució
Habita els boscos als tepuis del sud-est de Veneçuela, oest de Guyana i l'adjacent nord del Brasil.